# Megaselia badia
Megaselia badia är en tvåvingeart som beskrevs av Schmitz 1938. Megaselia badia ingår i släktet Megaselia och familjen puckelflugor. Arten är reproducerande i Sverige. Inga underarter finns listade i Catalogue of Life.